# Fabrizio Castania
Fabrizio Castanìa (Padova, 25 febbraio 1976) è un compositore e direttore d'orchestra italiano.

## Biografia
Nato a Padova, è autore di colonne sonore, opere teatrali, composizioni per orchestra sinfonica, composizioni corali e musica da camera.
Nel 2005 a seguito dell'incontro con i compositori Michele Bettali e Stefano Carrara, intraprende con loro una collaborazione che porterà alla realizzazione di musiche originali per serie televisive quali Rat-man ispirata all'omonimo fumetto di Leo Ortolani, Huntik - Secrets & Seekers (entrambe le stagioni), Winx Club (stagioni IV, V, VI, VII, VIII e special), PopPixie, Regal Academy (prima stagione) e per spot pubblicitari e parchi divertimento: Gardaland (Italia), Europa Park (Germania), Portaventura (Spagna), Rainbow Magic Land (Italia).
Nell'ottobre del 2005 collabora con il sassofonista e jazzista Marco Pasetto e la cantante Silvia Testoni alla realizzazione del CD The Amazing Burt Bacharach orchestrando tutti i 12 titoli presenti nell'album.
Nel 2010 realizza l'orchestrazione del concerto per chitarra e orchestra intitolato The Victoria Concert, scritto dal compositore e chitarrista Massimo Scattolin ed eseguito in prima assoluta in Australia nello stato di Victoria.
Il 30 gennaio 2012 è stato eseguito in prima assoluta presso la Società del Quartetto di Bergamo il quintetto Five 4 Fun per clarinetto e quartetto d'archi.
Nell'aprile 2012 collabora come orchestratore ad alcuni brani per lo spettacolo Rondeau de Fauvel.
Ha realizzato le orchestrazioni dell'opera rock-sinfonica From Hell to Heaven.
Nel 2013, assieme ai compositori Michele Bettali e Stefano Carrara, firma le musiche per il film My name is Ernest. 
Dal gennaio 2017 collabora con la Casa di Produzione Banijay realizzando le musiche originali per loro programmi televisivi tra cui Cuochi e Fiamme, Bake Off, Pechino Express, Il Collegio, Temptation Island, Home Restaurant, Piatto Ricco e Cortesie per gli ospiti.
Nel 2018 compone le musiche per il film Red Land diretto da Maximiliano Hernando Bruno.
Nel 2019 realizza tutte le orchestrazioni dello spettacolo SAD - Symphony & Metallica.
Continua la collaborazione con il regista californiano Vito Trabucco, firmando nel 2022 la colonna sonora del suo ultimo film Britney lost her phone. 
Nel 2022 debutta il progetto Symphonika, nato da un’idea di Nick Savio, chitarrista, produttore e compositore per ri-arrangiare i grandi classici del rock in chiave sinfonica. 

## Soundtracks & Discografia
- 2005 - The Amazing Burt Bacharach - orchestratore (Azzurra Music)
- 2007 - Rat-Man 'La serie animata' - compositore
- 2007 - From Hell To Heaven - orchestratore, direttore d'orchestra
- 2009 - Winx Club Believix (edizione per il Portogallo) - compositore
- 2013 - That's Sound - compositore, direttore d'orchestra

### Colonne sonore
- 2003 - The Raven
- 2003 - Overpowering Musk
- 2004 - W.A.D.H.
- 2004 - Miserere
- 2004 - Warh
- 2004 - Night Demons
- 2005 - The Fanciful Behaviour
- 2005 - En Plain Air
- 2005 - Internationally Speaking
- 2005 - Hooligan's Valley
- 2005 - Possessed
- 2005 - Gods of Los Angeles
- 2005 - Dangerous Heaven
- 2006 - Rat-man (TV)
- 2007 - Winx Club (TV - quarta stagione)
- 2007 - Huntik - Secrets & Seekers (TV)
- 2007 - Giovanni e Paolo e il Mistero dei Pupi
- 2010 - PopPixie (TV)
- 2010 - The Qpiz (TV)
- 2011 - Winx Club (TV - 4 special)
- 2011 - Huntik - Secrets & Seekers (TV - seconda stagione)
- 2012 - Horror Vacui (Festival di Cannes 2012)
- 2012 - Alpha Dog Adventure
- 2012 - Romantica
- 2012 - Winx Club (TV - quinta stagione)
- 2013 - The Wakefield Variation (Los Angeles Web Festival 2014)
- 2013 - Last Far West (Festival di Cannes 2013) - (premio miglior colonna sonora al Festival Nazionale Videocorto Nettuno)
- 2013 - My name is Ernest
- 2014 - Winx Club (TV - sesta stagione)
- 2015 - Una Nobile Causa
- 2015 - Winx Club (TV - settima stagione)
- 2015-2016 - Protocol New Orleans
- 2015-2016 - Regal Academy (TV - prima stagione)
- 2015-2016 - Mamma non vuole (coautore della colonna sonora)
- 2015-2017 - Regal Academy (TV - seconda stagione)
- 2018 - Red Land (Rosso Istria) (Music & Sound Factory)
- 2018 - Super Kid, piccolo grande eroe (sigla del cartone animato - co autore) (Sanver Production LTD)
- 2018 - Moon Mask Rider, il cavaliere della Luna (sigla del cartone animato - co autore) (Sanver Production LTD)
- 2018-2019 - Winx Club (TV - ottava stagione)
- 2021-2022 - Pinocchio and Friends (TV - prima stagione)
- 2022 - Britney lost her phone
- 2023-2024 - Pinocchio and Friends (TV - seconda stagione)

### Musiche per Programmi TV
- Cuochi e fiamme
- Cortesie per gli ospiti
- 4 Ristoranti
- Bake Off - Dolci in forno
- Il collegio
- L'isola dei famosi
- Pechino express
- Temptation Island
- 4 Hotel
- Cortesie per gli ospiti B&B
- Pizza Hero
- King of Crime
- Deal with destiny
- Fatto in casa per voi
- Piatto Ricco
- Grande Fratello V.I.P.
- Piatto Ricco
- Home Restaurant

## Direttore d'orchestra

### Orchestre
Ha iniziato a 16 anni lo studio della direzione d'orchestra, tuttora dirige anche l'orchestra Regina Margherita che si trova in provincia di Padova, ed è stato direttore ospite delle seguenti orchestre:
- City of Winborne Orchestra (Inghilterra)
- Murcia Symphony Orchestra (Spagna)
- City of Freiburg Orchestra (Germania)
- Koper Chamber Orchestra (Slovenia)
- Palo Alto Youth Orchestra (California - U.S.A.)
- Orchestra Giovanile del Veneto (Italia)
- Kielce Chamber Orchestra (Polonia)

### Silver Symphony Orchestra

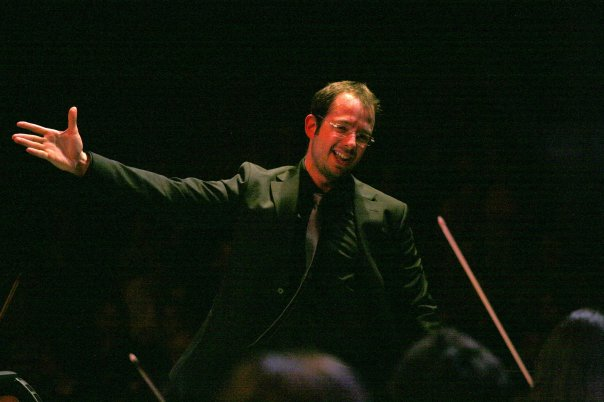
Fabrizio Castania con la Silver Symphony Orchestra.

Dal 2000 è direttore della Silver Symphony Orchestra costituita da circa 50 orchestrali il cui repertorio spazia dalla musica classico-sinfonica alle contaminazioni con altri generi musicali e con la quale ha realizzato i seguenti spettacoli:
- Pop meets Classic
- TV Music
- Queen Symphonic Tribute
- PIMKO - concerto dedicato alle sigle dei cartoni animati giapponesi
- From Hell To Heaven - opera rock-sinfonica
- Silver Christmas
- Abba Pop Tribute
- Note da Oscar
- 150 ANNI NOI
- Accademia del Concerto

## Musica per il Teatro
- Il segreto di Mozart (opera musicale)
- Le Supplici
- Pandora
- Là dove nasce il Nilo
- Ifigenia in Aulide
- La scelta di Antigone
- Clocks
- Prometeo 2000
- Genesi
- Kaleidoscope
- Le Cosmicomiche
- 80 voglia di Gaber
- Note del silenzio (omaggio alle compositrici della Storia)

## Composizioni concertistiche
- Tutto in un punto (suite di 12 brani per arpa e marimba) - Suite liberamente ispirata a Le cosmicomiche di Italo Calvino
- The Day After (orchestra sinfonica) - in occasione del cinquantesimo anniversario della Bomba su Hiroshima
- Metropolitan Suite (orchestra sinfonica)
- Jamaican Chaconne (ensemble di ottoni e percussioni)
- Sarajevo '95 (violino e orchestra)
- Genesi (orchestra sinfonica)
- Suite Antique (ensemble di flauti)
- Sonata per 2 sassofoni e percussioni
- Small Suite (orchestra da camera)
- Remembrances (pianoforte e orchestra)
- Five 4 Fun (clarinetto e quartetto d'archi)
- Novecento (clarinetto, violoncello e pianoforte)